# Propozice dostihu
Propozice dostihu jsou závazná pravidla pořádání dostihu pro koně.

## Obsah propozic
Propozice obsahují  název a číslo dostihu, kategorii dostihu, pro jaké koně je dostih určen, dotaci dostihu a její dělení mezi vítěze a umístěné koně (obvykle v poměru 10:5:3:2), čestné ceny, zápisné, délku dráhy, případně další podmínky - například povinnou slavnostní přehlídku koní před dostihem. 